# Diploptera punctata
Diploptera punctata (cucaracha de ciprés o cucaracha escarabajo del Pacífico) es una especie de insecto blatodeo de la familia Blaberidae, subfamilia Diplopterinae. Es vivípara y cuida de sus crías. Está siendo objeto de especial atención dado que se ha descubierto que produce un líquido similar a la leche en forma de cristales de proteínas para alimentar a sus crías en su vientre. Estas proteínas conocidas como "leche de cucaracha" son más nutritivas que las de la leche de cualquier otro animal y se está estudiando cómo sintetizarlas en laboratorio con el objetivo de crear un alimento supernutritivo.

## Distribución
Se puede encontrar en Australia, Birmania, China, Fiyi, Hawái, India, Indonesia, Isla Ascensión, Islas Marquesas, Malasia, Papúa Nueva Guinea, Samoa, Sri Lanka, Tailandia, y Vietnam.

## Sinónimos
- Blatta punctata Eschscholtz, 1822.
- Blatta dytiscoides Serville, 1838.
- Diploptera silpha Saussure, 1864.